# 聖誕卡
聖誕卡是一張為慶祝聖誕節而印製的賀卡。通常內容由基督教象徵，例如耶穌降生的場景或伯利恆之星等，以至非宗教性質，包括卡通圖案、公仔、幽默或季節天氣例如雪景、雪花，或聖誕期間的活動例如購物及參加派對等。在西方社會、亞洲的日本以至香港，不少人，不論是否基督徒，皆流行在聖誕季節（即12月25日前後）交換聖誕卡以表達自己對朋友的心意。

## 歷史

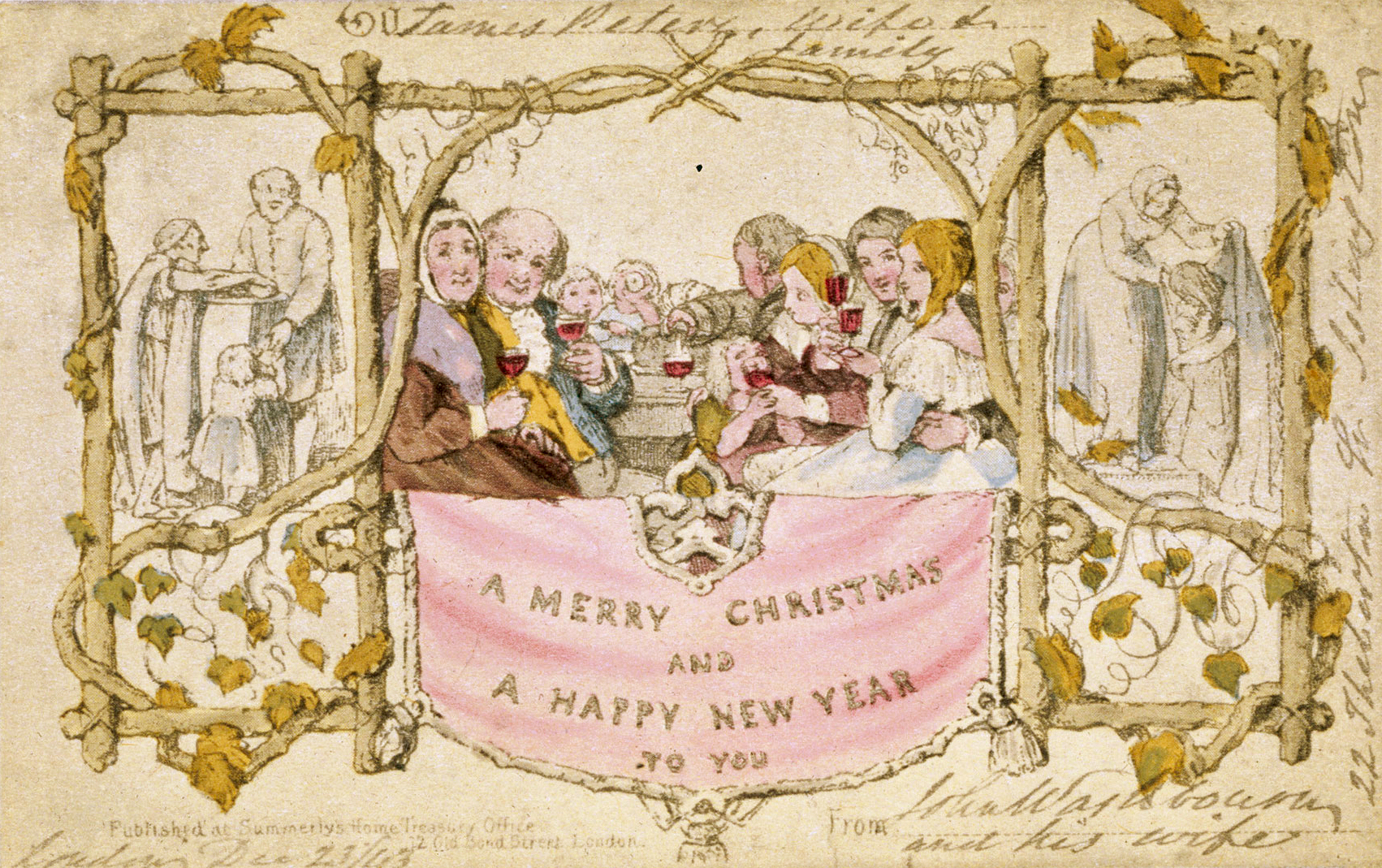
世界上第一张圣诞卡由John Callcott Horsley制作

世界上第一張商業聖誕卡於1843年在倫敦由亨利·高爾爵士（Sir Henry Cole）印發，卡上印有由John Callcott Horsley繪製，一位小孩喝酒的畫像。畫像具有爭議性，但這是個有眼光的決定：高爾幫助了3年前（1840年）開始的廉價郵政服務（Penny Post），印製了一批共1000張聖誕卡，並以每張1先令的價格發售。2005年12月，這批聖誕卡的其中一張在拍賣會中以接近9000英鎊售出。
現代的聖誕卡可以獨立購買，但更常見是把數張包裝一起發售。這些聖誕卡可能是混合多款圖案，全部同一款式，或有關連的設計，並會附上適合的信封。自製的聖誕卡亦甚流行，特別是如收卡人可感受到製卡者心意的情況下。一些人會把家庭照片，或穿著聖誕打扮的照片放在自製聖誕卡內。其他人則寧可購買聖誕卡送贈他人。

## 聖誕卡名單
许多人把圣诞卡片送给亲密的朋友与远方的好友，而在成百的信封上写上地址使发送圣诞卡成为一件要花费数小时的家务杂事。卡片上的祝辞可以个性化且简短的，许多卡片上还包括一年内的新闻。而这种形式的一个典型就是圣诞信

## 聖誕卡的變化
2004年，德國郵政免費派發2千萬張有香味的貼紙，為聖誕卡帶來杉樹、聖誕樹、玉桂、薑餅、蜜蠟蠟燭、焗蘋果及橙等聖誕特色香味。

## 慈善
不少慈善機構會在聖誕期間印製聖誕卡作為籌款的工具，最著名的機構包括聯合國世界兒童基金會（UNICEF）聖誕卡計劃。

## 外部連結
- 慈善免費電子聖誕卡 （页面存档备份，存于）
- 免費聖誕信息贺卡 （页面存档备份，存于）